# Kruszowica (obwód sofijski)
Kruszowica (bułg. Крушовица) – wieś w Bułgarii, w obwodzie sofijskim, w gminie Elin Pelin. Według danych szacunkowych Ujednoliconego Systemu Ewidencji Ludności oraz Usług Administracyjnych dla Ludności, 15 grudnia 2018 roku miejscowość liczyła 88 mieszkańców.